# Paya Gajah (Bukit)
Paya Gajah is een bestuurslaag in het regentschap Bener Meriah van de provincie Atjeh, Indonesië. Paya Gajah telt 512 inwoners (volkstelling 2010).